# Satter
Satter (lulesamiska: Sátter, meänkieli: Sattajärämä) är en by i Gällivare kommun, Norrbottens län. I juni 2016 fanns det enligt Ratsit 27 personer registrerade med Satter som adress. Vid folkräkningen år 1890 fanns det 45 personer som var skrivna i byn Satter.